# جامعة تكنولوجيا المعلومات والاتصالات
جامعة تكنولوجيا المعلومات والاتصالات هي جامعة عراقية حكومية تقع في مدينة بغداد تعتبر جامعة تكنولوجيا المعلومات والاتصالات أول جامعة متخصصة بتكنولوجيا المعلومات والاتصالات في العراق أسستها وزارة التعليم العالي والبحث العلمي خلال العام الدراسي 2014/2015 لقناعتها بأهمية وجود مثل هذه الجامعة للمساهمة في سعي العراق لمواكبة التغيرات الكبيرة والمستمرة في هذا المجال المعرفي المهم الذي طبع أسمه على هذا العصر الذي بات يعرف بعصر المعلوماتية.
== الكليات والاقسام
 ==
- كلية معلوماتية الاعمال:
  - - قسم تكنولوجيا معلومات الاعمال
  - - قسم إدارة انظمة المعلوماتية

- كلية الهندسة:
  - قسم تكنولوجيا الإعلام وهندسة الاتصالات
  - قسم هندسة الاتصالات المتنقلة والحاسبات

- كلية المعلوماتية الطبية:
  - قسم الأنظمة الطبية الذكية
  - قسم المعلوماتية الحيوية

## المراكز

### مركز المعلومات العلمية والتكنولوجية
يختص مركز المعلومات العلمية والتكنولوجية بإنشاء شبكة وطنية للمعلومات العلمية والتكنولوجية وتأمين أرتباط وإسهام الجهات الوطنية المختلفة فيها والعمل على أرتباطها بالشبكات العالمية والمساهمة في نشر المعرفة العلمية في مختلف جوانبها ويتولى إدارته مجلس مركز المعلومات العلمية والتكنولوجية.
```
ويضم المركز الاقسام التالية:-
```

- قسم الشبكات
- قسم المشاريع الإلكترونية
- قسم الخدمات الفنية للشبكات

### مركز تكنولوجيا المعلومات
تعد تكنولوجيا المعلومات واحدة من أهم ركائز التطور والتقدم العلمي للعديد من دول العالم، ويختص المركز بالبحث والتطوير وتقديم المشورة في مجالات الحواسيب وشبكات الأتصالات وصناعة البرمجيات وأقتراح المشاريع الوطنية ذات الصلة وتنفيذها ذاتيا وبالتعاون مع المراكز والمؤسسات البحثية والصناعية في العراق ضمن المعايير والمقاييس العالمية وأساليب التقويم للأنشطة الوطنية بقطاعيها العام والخاص.
ويضم المركز الاقسام التالية:
- قسم الاسناد العلمي
- قسم الاجهزة والحواسيب
- قسم الأنظمة والتطبيقات

## وصلات خارجية
موقع الجامعة 